# Szalay Ágoston
Kéméndi Szalay Ágoston (Buda, 1811. október 24. – Budapest, 1877. május 5.) udvari tanácsos, királyi táblai tanácselnök, a Magyar Tudományos Akadémia levelező tagja.

## Élete
Az előkelő nemesi származású kéméndi Szalay család sarja. Kéméndi Szalay Péter (1763-1825) magyar királyi helytartósági elnöki titkár és Rudolp Teréz (1774-1848) fia, Szalay László történész bátyja. A jogi tanulmányokat a pesti egyetemen 1831-ben végezte, ahol Eötvös József báró és Gaál József voltak tanulótársai; 1833-ban letette az ügyvédi vizsgát, és wadasi Jankovich Miklósnál jurátus volt; nála kedvelte meg a régészetet. A történeti és régészeti érzék és munkakedv mintegy vele született és vele fejlődött élete végeig. Adatokat kezdett gyűjteni, becses okleveleket, magán leveleket, és a hazai ipar és művészet különféle tárgyait. Hazai régi irományokból, pecsétekből, pecsétnyomókból, gyűrűkből, képekből és egyéb hazai régiségekből igen jeles gyűjteményt szerzett, mely több ezer darabból áll. 1831-ben mint jogász ifjú barátjaival rézbe metszve kiadta Horvát Istvánnak arcképét, aki a diplomatikából tanára volt, úgy a két halotti beszédet, mint nyelvünk legrégibb írásbeli emlékét. 1833. október 8-tól 1841. november 10-ig fogalmazógyakornok volt a magyar királyi udvari kancelláriánál, 1841. november 10-től 1845. október 15-ig számfeletti, majd valóságos fogalmazó, 1843. április 20-tól szolgálattétel végett beosztva a fennállott császári és királyi államkonferenciához. 1845. október 15-től 1847. április 19-ig valóságos államtanácsosi tiszt, 1847. április 19-től magyar királyi udvari kancelláriai titkár és 1848-ban az akkori magyar királyi belügyminiszteriumnál titkár. 1850-ben súlyos szembaja miatt ideiglenesen nyugalomba lépett; ebből kigyógyulva 1854. szeptember 8-án győr vármegyei törvényszéki elnök, 1860. február 28-tól 1861. március 29-ig országos törvényszéki elnök Sopronban, 1861. március 29-től 1863. november 5-ig váltótörvényszéki elnök és udvari tanácsos ugyancsak Sopronban, 1863. november 5-től 1870. június 28-ig váltótörvényszéki elnök Pesten, 1870. június 28-tól tanácselnök a magyar királyi táblánál. Roppant elfoglaltsága gátolták abban, hogy becses gyűjteményeit ő maga feldolgozhassa, noha e szándékról és reményről soha le nem mondott. A Magyar Tudományos Akadémia 1858. december 15-én levelező tagjának választotta; hivatalos érdemeiért pedig a király udvari tanácsossá nevezte ki és 1873. november 25-én negyvenéves szolgálata elismeréseül a Szent István-rend keresztjével ruházta fel. Meghalt 1877. május 5-én Budapesten. A Magyar Történelmi Társulatban 1877-ben Hegedűs Kandid, a Magyar Tudományos Akadémiában 1879. május 24-én Deák Farkas tartott felette emlékbeszédet.
Cikkei a Tudom. Tárban (1834. Római magyar bulla 1638); az Akadémia Értesítőjében (1860. Néhány magyar köriratú pecsétről. Székfoglaló); a Századokban (1868. Bubenka Jánosról, felolvasás, Tanulmányútja, 1870. Szapolyai Imre nádor pecsétjéről 1486., 1869. Beregszászi pecsétről, 1871. 1673-ki magyar köriratú pecsét, Pecsétrajzokról, Levéltári kutatásai, Indítványai, 1874. Ismeretlen községi pecsétről I. Mátyás koráról, 1875. Búbereki Jánosról); az Archaeologiai Értesítőben (1870. Lőcsei templom restauratiója ügyében).

## Munkái
- Levelek a XVI. és XVII. századból. Pest, 1830. (Különnyomat a Tudom. Gyűjteményből).
- Magyar régiségek. Uo. 1831. (Oklevelek. Különny. a Tud. Gyűjteményből).
- Néhány magyar köriratú pecsétről. Akadémiai székfoglaló. Akadémiai Értesítő, 1860.
- Négyszáz magyar levél a XVI. századból. 1504-1560. A régibb magyar közélet, erkölcsök, történet és nyelv ismeretének előmozdítására, kiadja a M. tudom. Akadémia történeti bizottsága. Uo. 1861. (Magyar Levelestár I. kötet. Ism. Szépirod. Figyelő 1861-62., P. Napló 1863., 117., 118., 123. sz.).